# Wiaczesław Dombrowski
Wiaczesław Romualdowicz Dombrowski (ros. Вячеслав Ромуальдович Домбровский, ur. 1895 w Jurjewie w guberni inflanckiej, zm. 28 października 1937 w Moskwie) – funkcjonariusz radzieckich służb specjalnych, starszy major bezpieczeństwa państwowego.

## Życiorys
Syn polskiego lekarza działającego w partii eserowskiej. w latach 1906–1912 uczył się w gimnazjum w Krasnojarsku, 1912–1916 studiował na Wydziale Prawnym Uniwersytetu Tomskiego, 1916–1917 służył w rosyjskiej armii, w 1 Pułku Syberyjskim w Taszkencie. Od marca do października 1917 członek komitetu pułkowego 737 drużyny w Taszkencie, członek sekcji wojskowej taszkenckiej rady miejskiej, od grudnia 1917 do stycznia 1919 komisarz wojskowy, dowódca garnizonu i komendant twierdzy Termez, od czerwca 1918 członek RKP(b). Od stycznia do czerwca 1919 dowódca oddziału Frontu Zakaspijskiego, od czerwca 1919 do marca 1920 sekretarz Turkiestańskiego Komitetu Krajowego RKP(b) i kierownik jego wydziału agitacyjno-propagandowego, a od marca do maja 1920 kierownik Wydziału Organizacyjnego KC Komunistycznej Partii (bolszewików) Turkiestanu. Od 3 maja 1920 do 5 marca 1921 przewodniczący Turkiestańskiej Czeki, od 6 kwietnia do grudnia 1921 przewodniczący jarosławskiej gubernialnej Czeki, od 20 grudnia 1921 do 24 stycznia 1922 zastępca szefa Oddziału 2 Wydziału Tajnego Czeki RFSRR, od stycznia do maja 1922 szef sekcji tajno-operacyjnej i zastępca szefa Zakaukaskiej Czeki/Pełnomocnego Przedstawiciela GPU na Zakaukaziu, od 16 maja 1922 do września 1923 szef Karelskiego Obwodowego Oddziału GPU. Od 4 września 1923 do 4 grudnia 1924 przewodniczący GPU Karelskiej ASRR, od grudnia 1924 do kwietnia 1926 zastępca szefa, później p.o. szefa, od sierpnia 1926 do marca 1929 ponownie zastępca szefa sekcji ochrony pogranicznej Pełnomocnego Przedstawicielstwa OGPU Leningradzkiego Okręgu Wojskowego, od 25 marca 1929 do 20 marca 1932 szef Zarządu Tajno-Operacyjnego PP OGPU Leningradzkiego Okręgu Wojskowego. Od 20 marca 1932 do 2 marca 1933 2 zastępca pełnomocnego przedstawiciela OGPU Leningradzkiego Okręgu Wojskowego, od 2 marca 1933 do 10 lipca 1934 pełnomocny przedstawiciel OGPU Iwanowskiego Obwodu Przemysłowego, od 15 lipca 1934 do 17 września 1935 szef Zarządu NKWD tego obwodu, od 11 października 1935 do 27 marca 1936 szef Zarządu NKWD obwodu kurskiego, od 29 listopada 1935 starszy major bezpieczeństwa państwowego, od 28 marca 1936 do 5 września 1937 szef Zarządu NKWD obwodu kalinińskiego (obecnie obwód twerski).
5 września 1937 aresztowany, 28 października 1937 skazany w trybie specjalnym na śmierć i rozstrzelany. 2 czerwca 1956 pośmiertnie zrehabilitowany.

## Odznaczenia
- Order Czerwonego Sztandaru (14 grudnia 1927)
- Odznaka "Honorowy Funkcjonariusz Czeki/GPU (V)"
- Odznaka "Honorowy Funkcjonariusz Czeki/GPU (XV)" (20 grudnia 1932)